# Liste der denkmalgeschützten Objekte in Prutz
Die Liste der denkmalgeschützten Objekte in Prutz enthält die 18 denkmalgeschützten, unbeweglichen Objekte der Gemeinde Prutz im Bezirk Landeck.

## Denkmäler
| Foto |                 | Denkmal                                                                                      | Standort                                         | Beschreibung | Metadaten |
| ---- | --------------- | -------------------------------------------------------------------------------------------- | ------------------------------------------------ | --- | --- |
| ja   | Datei hochladen | Tullenkapelle HERIS-ID: 75933 Objekt-ID: 89461 TKK: 81752                                    | alte Inntalstraße Standort KG: Prutz             | Die Kapelle ist an der alten Innstraße gelegen und besteht aus einem gemäurten Gebäude mit Säulenvorbau auf einem rechteckigen Grundriss. Das Satteldach stammt aus dem 19. Jahrhundert und wurde im 20. Jahrhundert erneuert. Giebelseitig befindet sich eine vergitterte Rundbogennische, das ein Altarblatt berherbgt. Es zeigt Maria mit Kind, wie sie einem verwundeten Soldaten erscheint. | BDA-Hist.: Q38141449 Status: § 2a Stand der BDA-Liste: 2025-06-30 Name: Tullenkapelle GstNr.: 1179 Tullenkapelle, Prutz                                           |
| ja   | Datei hochladen | Bürgerhaus mit Hauszeichen HERIS-ID: 40059 Objekt-ID: 39951 TKK: 115680                      | Dorfstraße 13 Standort KG: Prutz                 | Ehemaliges Durchfahrtshaus mit einem Satteldach, das vermutlich im 16. Jahrhundert errichtet wurde. Der dreigeschoßige Mauerbau beherbergt im Erdgeschoß Geschäftslokale und darüber Wohnungen, die über einen auf der südlichen Seite eingebauten Treppenturm erreicht werden können. Die Fassade des Gebäudes weist über dem Portal ein von zwei Löwen gehaltenes Stuckwappen auf, daneben eine gemalte Sternrosette. Unterhalb des Giebels befindet sich eine von Stuck umrahmte Nische mit einer Plastik der Maria Immaculata. | BDA-Hist.: Q37992523 Status: Bescheid Stand der BDA-Liste: 2025-06-30 Name: Bürgerhaus mit Hauszeichen GstNr.: .104/1 Dorfstraße 13, Prutz                        |
| ja   | Datei hochladen | Kaltenbrunnerkapelle, Stemmlerkapelle HERIS-ID: 75928 Objekt-ID: 89456 TKK: 81707            | bei Dorfstraße 21 Standort KG: Prutz             | Die Kapelle stammt aus dem 16. Jahrhundert und wurde auf fast quadratischem Grundriss errichtet. Sie weist ein verschindeltes Pyramidendach auf, die Nord- und Ostseite besteht aus den Resten einer alten Natursteinmauer. Die Segmentbogenöffnung der Kapelle ist giebelseitig angebracht und von barocker Stuckrahmung mit seitlichen Pilastern umgeben. Im Inneren befindet sich ein gemalter Flügelaltar in spätgotischer Seccomalerei. Hierher bestand im 19. Jahrhundert eine Wallfahrt. | BDA-Hist.: Q38141399 Status: § 2a Stand der BDA-Liste: 2025-06-30 Name: Kaltenbrunnerkapelle/Stemmlerkapelle GstNr.: .106 Kaltenbrunnerkapelle, Prutz             |
| ja   | Datei hochladen | Oberer Turm, Turm im Felde HERIS-ID: 40063 Objekt-ID: 39955 TKK: 30433                       | Kaunertalerstraße 5a Standort KG: Prutz          | Der Turm wurde vermutlich im 13. Jahrhundert errichtet und ab dem 18. Jahrhundert, als er in bäuerlichen Besitz gelangte, auf allen Seiten verbaut. Äußerlich kaum noch zu erkennen, sind die dicken Mauern mit sorgfältig ausgestrichenen Mörtelfugen noch vollständig erhalten, im Dachboden ist der alte Eckverband aus Tuffsteinen gut sichtbar. Im Keller befindet sich eine rechteckige ausgebauchte Tür mit Tuffrahmung, im Obergeschoß der alte Hocheingang. | BDA-Hist.: Q37992562 Status: Bescheid Stand der BDA-Liste: 2025-06-30 Name: Oberer Turm/Turm im Felde GstNr.: .70                                                 |
| ja   | Datei hochladen | Kriegerdenkmal HERIS-ID: 75913 Objekt-ID: 89438 TKK: 30438                                   | Kugelgasse 1, in der Nähe Standort KG: Prutz     | Hohe Skulptur aus Carrara-Marmor mit Pietà und danebenstehendem Opfertisch als Kriegerdenkmal des Bildhauers Engelbert Gitterle aus 1968, Denkmalschutz (1999) | BDA-Hist.: Q38141198 Status: § 2a Stand der BDA-Liste: 2025-06-30 Name: Kriegerdenkmal GstNr.: 1                                                                  |
| ja   | Datei hochladen | Kapelle hl. Johannes d. Täufer, Philomenakapelle HERIS-ID: 75914 Objekt-ID: 89439 TKK: 28757 | Kugelgasse 1, in der Nähe Standort KG: Prutz     | Die Kapelle im Süden des Friedhofs wurde vermutlich zwischen Ende des 13. Jahrhunderts und 1330/1340 errichtet und im 18. Jahrhundert verändert. Der spätromanische bzw. frühgotische Saalbau weist ein Satteldach mit Schindeldeckung und Dachreiter, sowie an der Giebelfassade im Osten ein Rundbogenportal und ein großes barockes Kreisfenster, an der Südseite drei Fensterachsen mit hohen barocken Rundbogenfenstern auf. Der mit einer Stichkappentonne und Stuckgraten überwölbte Innenraum beherbergt eine stuckierte Kanzel und gotische Wandmalereien vom Ende des 13. und Anfang des 14. Jahrhunderts. | BDA-Hist.: Q38141220 Status: § 2a Stand der BDA-Liste: 2025-06-30 Name: Kapelle hl. Johannes d. Täufer/Philomenakapelle GstNr.: 1                                 |
| ja   | Datei hochladen | Friedhofskapelle, Totenkapelle HERIS-ID: 75915 Objekt-ID: 89440 TKK: 28758                   | neben Kugelgasse 1 Standort KG: Prutz            | Die nördlich an die Johanneskapelle angebaute Totenkapelle mit schindelgedecktem Schopfwalmdach wurde nach 1666 errichtet. Die Ostfassade weist ein Rechteckportal und Kreisfenster auf. Der Innenraum ist vierjochig gegliedert, zwei Joche davon mit Stichkappentonne. | BDA-Hist.: Q38141268 Status: § 2a Stand der BDA-Liste: 2025-06-30 Name: Friedhofskapelle, Totenkapelle GstNr.: 1                                                  |
| ja   | Datei hochladen | Friedhof Prutz HERIS-ID: 75916 Objekt-ID: 89441 TKK: 115854                                  | neben Kugelgasse 1 Standort KG: Prutz            | Der Friedhof schließt südlich an die Pfarrkirche an und wird im Süden von der Johanneskapelle und der Totenkapelle abgeschlossen. 1736/1737 wurden 14 Nischenbildstöcke als Kreuzwegstationen errichtet, von denen sich an der westlichen Friedhofsmauer fünf erhalten haben. 1977/1978 wurde der Friedhof nach Osten erweitert und 1979 mit einem Würfelsteinpflaster auf den Wegen neu gestaltet. Am Friedhof finden sich mehrere schmiedeeiserne Grabkreuze. | BDA-Hist.: Q38141290 Status: § 2a Stand der BDA-Liste: 2025-06-30 Name: Friedhof Prutz GstNr.: 1                                                                  |
| ja   | Datei hochladen | Widum Prutz HERIS-ID: 55810 Objekt-ID: 64667 TKK: 28759                                      | Kugelgasse 4 Standort KG: Prutz                  | Der zweigeschoßige Barockbau stammt im Kern vermutlich aus dem Spätmittelalter. Der Mauerbau mit Schopfwalmdach weist eine regelmäßige Fassadengliederung mit gemalter Eckquaderung und Fensterrahmung, an der Nordseite einen Stiegenaufgang mit Säulenvorbau und an der Südseite kleine Balkone auf. Im Inneren finden sich vom Keller- bis zum ersten Obergeschoß gewölbte Räume. | BDA-Hist.: Q38067977 Status: § 2a Stand der BDA-Liste: 2025-06-30 Name: Widum Prutz GstNr.: .3                                                                    |
| ja   | Datei hochladen | Kalvarienberg Entbruck HERIS-ID: 75932 Objekt-ID: 89460 TKK: 81739                           | südlich Mugglaweg 10 Standort KG: Prutz          | Die offene Kapelle mit Satteldach liegt auf einer Anhöhe oberhalb des Ortes, mit einer weiten Rundbogennische und von einem niedrigen Zaun begrenzt. Die überlebensgroße Kalvarienberggruppe stammt aus dem 19. Jahrhundert. | BDA-Hist.: Q38141425 Status: § 2a Stand der BDA-Liste: 2025-06-30 Name: Kalvarienberg Entbruck GstNr.: 1327/4 Kalvarienberg Entbruck, Prutz                       |
| ja   | Datei hochladen | Unterer Turm, Turm in der Breite HERIS-ID: 40061 Objekt-ID: 39953 TKK: 30431                 | Mühlgasse 1 Standort KG: Prutz                   | Der Ende des 13./Anfang des 14. Jahrhunderts errichtete Turm, der früher ein eigenes Zeltdach aufwies, ist in der Nordostecke eines Hauses aus dem 16. Jahrhundert verbaut. Die ehemalige Stubentäfelung wurde 1661 von Martin Sterzinger geschaffen. | BDA-Hist.: Q37992543 Status: Bescheid Stand der BDA-Liste: 2025-06-30 Name: Unterer Turm/Turm in der Breite GstNr.: .64                                           |
| ja   | Datei hochladen | Bildstock hl. Johannes Nepomuk HERIS-ID: 75918 Objekt-ID: 89443 TKK: 81718                   | Mühlgasse 34, in der Nähe Standort KG: Prutz     | Der gemauerte Bau mit steilem Satteldach und Schindeldeckung wurde anstelle eines älteren Bildstockes am Ende des 20. Jahrhunderts am Faggenbach neu errichtet. In der Nische hinter Schmiedeeisengitter befindet sich eine Barockfigur des hl. Nepomuk. | BDA-Hist.: Q38141315 Status: § 2a Stand der BDA-Liste: 2025-06-30 Name: Bildstock hl. Johannes Nepomuk GstNr.: 1453/1 Nepomukbildstock Prutz                      |
| ja   | Datei hochladen | Bauernhaus, Tragseilerhaus HERIS-ID: 40062 Objekt-ID: 39954 TKK: 30432                       | Obergasse 13 Standort KG: Prutz                  | Das im Kern aus dem 16. Jahrhundert stammende Gebäude bildete früher mit dem Oberen Turm eine Besitzeinheit und diente wahrscheinlich als Dienstbotenunterkunft. Der zweigeschoßige Mauerbau mit Satteldach ist traufseitig über einen Mittelflurgrundriss erschlossen. Die Fassaden sind mit Fensterlaibungen, gemalten Rahmungen und Eckquaderung gegliedert. Im Inneren haben sich ein gewölbtes Stiegenhaus, Flure mit Stichkappen-, Küchen mit Tonnengewölbe, viele gotische Baudetails und Stubengetäfel aus dem 17. Jahrhundert erhalten. | BDA-Hist.: Q37992552 Status: Bescheid Stand der BDA-Liste: 2025-06-30 Name: Bauernhaus, Tragseilerhaus GstNr.: .56/2, .56/1                                       |
| ja   | Datei hochladen | Straßenbrücke, Prutzer Innbrücke HERIS-ID: 75922 Objekt-ID: 89450 TKK: 30437                 | Pontlatzstraße 1, in der Nähe Standort KG: Prutz | Die Brücke verbindet den Ort Prutz mit dem Ortsteil Entbruck und war früher Teil der Vinschgauer Bundesstraße, nachdem sie zwischen 1899 und 1900 errichtet wurde. Die eiserne Bogenbrücke besitzt eine lichte Weite von 57,4 m und eine Holzfahrbahn. Sie wurde 2014 generalsaniert. | BDA-Hist.: Q38141375 Status: § 2a Stand der BDA-Liste: 2025-06-30 Name: Straßenbrücke, Prutzer Innbrücke GstNr.: 1442/1, 1449/1, 1378/1 Prutzer Innbrücke         |
| ja   | Datei hochladen | Kath. Pfarrkirche Mariä Himmelfahrt HERIS-ID: 55811 Objekt-ID: 64668 TKK: 28756              | gegenüber Winkelmoosweg 3 Standort KG: Prutz     | Die im Kern romanische Kirche aus dem 11. Jahrhundert mit spätgotischem Umbau im 15. und 16. Jahrhundert wurde im 17. Jahrhundert barockisiert. | BDA-Hist.: Q15834014 Status: § 2a Stand der BDA-Liste: 2025-06-30 Name: Kath. Pfarrkirche Mariae Himmelfahrt GstNr.: 1 Kath. Pfarrkirche Maria Himmelfahrt, Prutz |
| ja   | Datei hochladen | Bauernhof, Beim Winkl HERIS-ID: 40060 Objekt-ID: 39952 TKK: 30429                            | Winkelweg 1 Standort KG: Prutz                   | Der Paarhof steht frei im Ortskern von Prutz. Das realgeteilte Wohnhaus stammt im Kern aus der zweiten Hälfte des 14. Jahrhunderts, es wurde im 15. Jahrhundert erweitert und erhielt sein heutiges Aussehen Ende des 16. Jahrhunderts. Ab 2013 wurde es von der Gemeinde als Mehrzweckgebäude mit Veranstaltungszentrum im dazugehörigen Stadel adaptiert. Der zweigeschoßige Mauerbau über hakenförmigem Grundriss weist ein Satteldach und Fluggesperre im Giebel sowie eine stark vorgezogene Giebelfassade auf. Der Eck- bzw. Mittelflur ist über eine Freitreppe erschlossen, darunter befindet sich der Zugang zu den gewölbten Kellern. An der Giebelseite im Obergeschoß befindet sich ein Wandbild Mariahilf aus der 1. Hälfte des 17. Jahrhunderts in einem gemalten, aus Rocaillen, Festons und Putten bestehenden Rahmen, darunter die Reste einer Sonnenuhr in Grisailletechnik von 1674. Das Innere weist aufgrund der Realteilung eine uneinheitliche Raumaufteilung auf. Die frühbarocke Ausstattung stammt von 1674, teilweise haben sich Gewölbe erhalten. Das nördlich anschließende Wirtschaftsgebäude mit Satteldach und Bundwerkgiebel wurde Ende des 16./Anfang des 17. Jahrhunderts errichtet. Über dem gemauerten Stall befindet sich der in Blockbauweise konstruierte, an der Ostseite vorkragende Stadel, dessen Holzkonstruktion Ende des 17. Jahrhunderts vollständig erneuert wurde. Der Stall wurde in der zweiten Hälfte des 19. Jahrhunderts durch Einbau mehrerer Trennmauern verändert. | BDA-Hist.: Q37992533 Status: Bescheid Stand der BDA-Liste: 2025-06-30 Name: Bauernhof, Beim Winkl GstNr.: .32 Prutz - Beim Winkl                                  |
| ja   | Datei hochladen | Ehemalige Einsiedelei HERIS-ID: 55809 Objekt-ID: 64666 TKK: 30428                            | Standort KG: Prutz                               | Die Ruine der ehemaligen Einsiedelei aus dem 17. Jahrhundert steht auf dem bewaldeten Berghang südlich von Prutz in einer Höhe von 1715 m. Die Einsiedelei wurde 1686 erstmals urkundlich erwähnt, die Wallfahrtskirche (samt angebautem Benefiziatenhaus bzw. der Einsiedelei) wurde 1736 errichtet und 1751 geweiht. Die Kirche wurde 1788 im Rahmen der josephinischen Säkularisation aufgehobenen. Vom Mauerwerks sind Reste erhalten, die 1986–1994 umfangreiche Sanierungs- und Erhaltungsmaßnahmen unterworfen wurden. | BDA-Hist.: Q38067967 Status: § 2a Stand der BDA-Liste: 2025-06-30 Name: Ehem. Einsiedelei GstNr.: .177, 316                                                       |
| ja   | Datei hochladen | Kapelle Wiesele HERIS-ID: 75934 Objekt-ID: 89462 TKK: 81745                                  | Standort KG: Prutz                               | Südöstlich der Ruine der Wallfahrtskirche gelegene, gemauerte Wegkapelle. Sie wurde auf rechteckigem Grundriss mit einem Satteldach im Jahr 1850 errichtet, als sie einen Vorgängerbau aus 1760 ersetzte, deren Grundsteinlegung als Inschrift am Giebel erhalten ist. Die Seitenwände weisen je ein Rundbogenfenster auf, das rundbogige Eingangsportal befindet sich giebelseitig. Der Innenraum ist mit einer Altarnische durch einen Rundbogen ausgestaltet worden, die Kapelle wird als Wallfahrt für gutes Wachstumswetter genutzt. | BDA-Hist.: Q38141476 Status: § 2a Stand der BDA-Liste: 2025-06-30 Name: Kapelle Wiesele GstNr.: .178                                                              |